# 官祭
官祭（かんさい）は、公祭（こうさい）とも呼ばれ、国家行事としての位置づけがなされた神社の祭礼のこと。

## 概要
元は神祇官の神名帳に記載され、祈年祭の班幣に預かる資格を有した官社が行う祈年祭のことを指した。また、官社のうち「大社」に分類された神社については、新嘗祭・相嘗祭・名神祭に対しても班幣が捧げられ、それらも官祭と位置づけられていた。班幣を捧げるのは神祇官あるいはその旨を受けた諸国の国司の役目であったが、平安時代中期以後に衰退し、二十二社などの例外を除いては行われなくなった。
明治維新後に官祭再興の動きがあり、明治4年5月14日（1871年7月1日）の太政官布告によって近代社格制度の基礎が作られるとともに四時祭の時には神祇官から官幣が出されることになった。2年後に定められた官幣諸社官祭式によって具体的な内容が整備された。
第二次世界大戦で日本が敗北すると、日本を占領した連合国軍最高司令部は昭和20年（1945年）12月15日に「神道指令」を出して神道と国家の分離を図った。これを受けて翌昭和21年（1946年）1月16日に官社・官祭を廃止する勅令と内務省令（内務省の省令）が出され、官祭としての形式は廃止された（祭礼自体の廃止ではない）。